# 柔弱母草
柔弱母草（学名：Lindernia delicatula）为玄参科母草属下的一个种。

## 扩展阅读
- 維基物種上的相關：柔弱母草